# Niedowład
Niedowład (łac. paresis) – zmniejszenie siły lub ograniczenie zakresu ruchu powstałe najczęściej na skutek zmian organicznych ośrodkowych, obwodowych lub dotyczących samego mięśnia.
Wyróżnia się:
- niedowład spastyczny – wywołany uszkodzeniem ośrodkowego układu nerwowego
- niedowład wiotki – wywołany uszkodzeniem obwodowym